# Luxembourg Space Agency
Die Luxembourg Space Agency (LSA) ist die nationale Weltraumagentur des Großherzogtums Luxemburg.
Sie wurde am 12. September 2018 vom luxemburgischen Wirtschaftsminister Étienne Schneider gegründet. Leiter ist Marc Serres.

## Ziele
Ziel der Luxembourg Space Agency ist es, private Firmen, Startups und Betriebe aus dem Bereich Weltraumforschung mit staatlichen Mitteln finanziell zu unterstützen, speziell im Bereich Asteroidenbergbau ("Space mining").